# Рене Клеман
Рене Клеман (Француски: ; 18. март 1913 – 17. март 1996) био је француски филмски редитељ и сценариста.

## Живот и каријера
Клемен је студирао архитектуру на École des Beaux-Arts где је развио интересовање за филмско стваралаштво. Године 1936. режирао је свој први филм, 20-минутни кратки филм који је написао и играо Жак Тати. Клемен је провео други део 1930-их ставарајући документарне филмове у деловима Блиског истока и Африке. Године 1937. он и археолог Жил Барту су били у Јемену и припремали се за снимање документарног филма, првог икада о тој земљи и који укључује једину познату филмску слику имама Јахје.
Прошло је скоро десет година пре него што је Клеман режирао играни филм. Његов француски филм отпора La Bataille du rail (1945), постигао је велики критичарски и комерцијални успех, Клеман постао један од најуспешнијих и најугледнијих редитеља у својој земљи, који је освојио бројне награде, укључујући два филма која су освојила Оскара за најбољи филм на страном језику, први 1950. за Зидови Малапаге и други време две године касније за Забрањене игре (Jeux interdits). Клеман је имао међународни успех са неколико филмова, али његово остварење из 1966. Да ли Париз гори? Филм, који су написали Гор Видал и Френсис Форд Копола, а продуцирао Пол Грец, био је промашај на благајнама.
Почео је да режира Play Dirty али је рано прекинуо продукцију због спорова са продуцентом филма Харијем Салцманом.
Године 1973. био је члан жирија 8. Московског међународног филмског фестивала.
Клеман је наставио да снима неколико филмова до свог пензионисања 1975. године, укључујући међународни успех са Јахачем на киши у којем су глумили Чарлс Бронсон и Марлен Жобер. Године 1984. француска филмска индустрија одликовала је његов животни допринос филму специјалном наградом Цезар.
Клеменова друга супруга била је сценаристкиња рођена у Ирској Јохана Харвуд коју је упознао на снимању свог филма Monsieur Ripois из 1954.
Клеман је умро 1996. и сахрањен је на локалном гробљу у Ментону на француској ривијери где је провео године у пензији.

## Одабране награде
- 1946: Међународна награда жирија на филмском фестивалу у Кану - La Bataille du rail
- 1949: Награда филмског фестивала у Кану за најбољу режију - Зидови Малапаге
- 1952: Златни лав на Венецијанском филмском фестивалу - Забрањене игре
- 1952: Награде њујоршког круга филмских критичара за најбољи филм на страном језику – Забрањене игре
- 1953: Награда БАФТА за најбољи филм - Забрањене игре
- 1954: Прик ду жирија на филмском фестивалу у Кану - Monsieur Ripois
- 1956: Златни лав на Венецијанском филмском фестивалу - Gervaise
- 1956: Награда БАФТА за најбољи филм - Gervaise

## Одабрана филмографија
- Париз ноћу, 1939.
- Зидови Малапаге, 1949.
- Забрањене игре (Забрањене игре), 1952.
- Ово љуто доба